# Rodrigo de la Haya

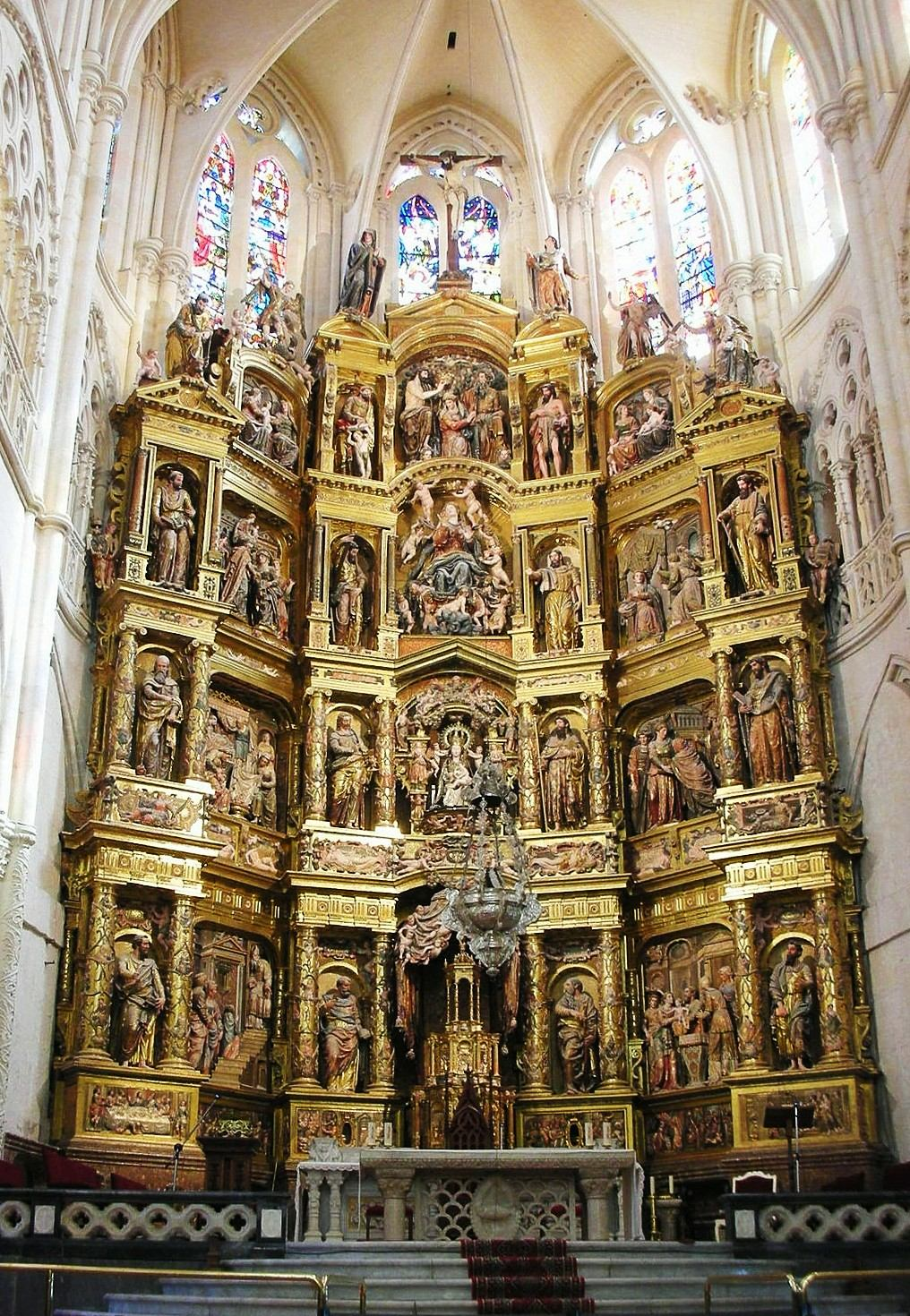
Retablo de la nave mayor de la Catedral de Burgos, obra iniciada por Rodrigo de la Haya y terminada por su hermano Martín.

Rodrigo de la Haya (Burgos, c.1520 - ibídem, 4 de julio de 1577) fue un escultor español de estilo romanista, autor del retablo mayor de la Catedral de Burgos, obra que dejó inacabada y que completó su hermano Martín de la Haya.
Su apellido sugiere un origen noreuropeo, aunque tanto él como su hermano nacieron en Burgos. Su matrimonio con Juana Ortiz de Bringas, viuda del escultor Gregorio Ruiz de Camargo, parece indicar que se formó en el taller de este artista y que se hizo cargo del mismo a su muerte (práctica habitual en la época).

## Retablo principal de la catedral de Burgos
En 1562 recibió el encargo del cabildo de la catedral de Burgos de realizar un nuevo retablo que sustituyera al viejo, una obra pictórica tardogótica. El nuevo diseño, muy monumental, se adaptaba a las directrices surgidas del Concilio de Trento: gran claridad compositiva, exaltación de la eucaristía, de las reliquias de los santos diocesanos y de la Virgen María, titular del templo. Rodrigo de la Haya se inspiró en el retablo que Gaspar Becerra esculpió para la catedral de Astorga. Su muerte le impidió completarlo y su hermano Martín quedó al frente de la obra, que contó también con aportaciones de Juan de Ancheta. 

## Otras obras
Rodrigo de la Haya fue también autor del retablo mayor de la iglesia de Villafranca Montes de Oca (1574). La iglesia fue sustituida en el siglo XVIII por una nueva edificación, en la que el viejo retablo perdió su lugar preeminente y ahora está situado en un lateral. Obra de su taller es el retablo mayor de Zalduendo (Burgos). Asimismo, realizó otras muchas obras menores, a menudo en colaboración con otros escultores o con su taller.
Para la iglesia de San Salvador de los Escapulados de Peñafiel comenzó a tallar un retablo que, a su muerte, serán concluido por su colaborador el escultor burgalés Simón de Berrieza. Por la desaparición de la iglesia del Salvador, este retablo se conserva actualmente en la iglesia de San Miguel de Reoyo de Peñafiel.